# Судан, Юбер
Юбер Судан (фр. Hubert Soudant; род. 16 марта 1946, Маастрихт) — нидерландский дирижёр.

## Биография
Получил музыкальное образование в своём родном городе как трубач и дирижёр. В 1975 г. выиграл в Италии Конкурс дирижёров имени Гвидо Кантелли.
С 1974 г. работал с Утрехтским симфоническим оркестром, в 1978—1980 гг. его главный дирижёр. В 1981—1983 гг. музыкальный руководитель Нового филармонического оркестра Радио Франции. В 1994—2004 гг. возглавлял Национальный оркестр Страны Луары, в 1995—2004 гг. одновременно музыкальный руководитель зальцбургского оркестра Моцартеум (за эту работу в 2004 г. удостоен звания Почётного гражданина Зальцбурга). С 2004 г. возглавляет Токийский симфонический оркестр. Работал также с оркестрами Пармы, Мельбурна и др.
Судан приобрёл наибольшую известность своими интерпретациями Моцарта. В 1985 г. он также дебютировал как оперный дирижёр, и его постановки Пуччини и Доницетти завоевали международную известность.